# 9629 Servet
9629 Servet este un asteroid din centura principală de asteroizi.

## Descriere
9629 Servet este un asteroid din centura principală de asteroizi. A fost descoperit pe 15 august 1993 la Caussols de Eric Walter Elst. El prezintă o orbită caracterizată de o semiaxă mare de 2,71 ua, o excentricitate de 0,05 și o înclinație de 1,8° în raport cu ecliptica.